# Fatemeh Keshavarz
Fatemeh Keshavarz Ph.D. (en persa: فاطمه كشاورز‎) es una académica iraní, erudita en estudios rumi y persas, y poeta en persa e inglés. Es la Cátedra Roshan de Estudios Persas y Directora del Instituto Roshan de Estudios Persas de la Universidad de Maryland, desde 2012. Anteriormente, desempeñó labores como profesora de Lengua Persa y Literatura Comparada durante veinte años y jefa del departamento de Lenguas y Literaturas Asiáticas y del Cercano Oriente en la Universidad de Washington en St. Louis de 2004 a 2011.
A lo largo de los años, ha publicado varios libros notables, entre ellos Reading Mystical Lyric: the Case of Jalal al-Din Rumi (1998), Recite in the Name of the Red Rose (2006) y Jasmine and Stars: Reading more than Lolita in Tehran ( 2007). Como activista por la paz y la justicia, en 2008 recibió el premio Hershel Walker 'Paz y Justicia'.

## Primeros años y educación
Nacida y criada en Shiraz, Irán, Fatemeh Keshavarz tiene una licenciatura (1976) en Lengua y Literatura Persa de la Universidad de Shiraz, y una maestría (1981) y un doctorado (1985) en Estudios del Cercano Oriente de la Escuela de Estudios Orientales y Africanos . Universidad de Londres.

## Carrera profesional
La profesora Keshavarz enseñó en la Universidad de Washington desde 1990 hasta 2012. Se desempeñó como Directora del Programa de Posgrado en Estudios Judíos, Islámicos y del Cercano Oriente, Directora del Centro para el Estudio de las Sociedades y Civilizaciones Islámicas, Presidenta de la Asociación de Mujeres Docentes y Presidenta del Departamento de Idiomas Asiáticos y del Cercano Oriente. y Literaturas. En 2012, se convirtió en directora y presidenta del Centro de Estudios Persas del Instituto Roshan en la Universidad de Maryland.
Entre las obras de Keshavarz se encuentra su libro Jasmine and Stars: Reading more than Lolita in Tehran. El libro ofrece ideas en contraste con Reading Lolita in Tehran: A Memoir in Books (Random House, 2003) de Azar Nafisi, que explora la relación entre la literatura y la sociedad en el Irán posrevolucionario. Keshavarz cree que el libro de Nafisi presenta "muchas tergiversaciones dañinas" de Irán y su gente, basándose más en estereotipos y comparaciones fáciles que en una descripción precisa del país y su gente.
En 2008, el programa de radio On Being Speaking of Faith: The Ecstatic Faith of Rumi, en el que Fatemeh Keshavarz fue invitada destacada en 2007 para American Public Media, recibió un premio Peabody. El Premio Peabody es considerado el trofeo más codiciado de los medios electrónicos en los Estados Unidos. Ese mismo año, Keshavarz también se dirigió a la Asamblea General de las Naciones Unidas sobre "la importancia de la educación cultural para la paz mundial".

## Libros
- Fatemeh Keshavarz, Talashi dar Aghaz (Un esfuerzo al principio), colección de poemas (Shiraz University Press, Shiraz, 1976).
- Fatameh Keshavarz, A Descriptive and Analytical Catalog of Persian Manuscripts in the Library of the Wellcome Institute for the History of Medicine (The Wellcome Institute for the History of Medicine, London, 1986) — Ganador del premio Dunne & Wilson.ISBN 0-85484-052-4
- Fatemeh Keshavarz, Reading Mystical Lyric: The Case of Jalal al-Din Rumi, Studies in Comparative Religion (University of North Carolina Press, Columbia, SC, 1998).ISBN 1-57003-584-9
- Fatemeh Keshavarz, Recite in the Name of the Red Rose: Poetic Sacred Making in Twentieth-century Iran, Studies in Comparative Religion (University of North Carolina Press, Columbia, SC, 2006).ISBN 1-57003-622-5
- Fatemeh Keshavarz, Jasmine and Stars: Reading more than Lolita in Tehran (University of North Carolina Press, Columbia, SC, 2007).ISBN 0-8078-3109-3

## Premios
- Premio Dunne & Wilson a la tesis doctoral seleccionada como " un trabajo de distinción " en la Universidad de Londres (1986).
- Premio de reconocimiento de la Asociación de Mujeres Docentes (2000).
- Premio Mentoría Docente (2000-2001).